# When the Morning Comes
When the Morning Comes là album phòng thu thứ tư của nữ ca sĩ kiêm sáng tác người Na Uy Marit Larsen. Album này được phát hành vào ngày 20 tháng 10 năm 2014 tại Na Uy. Vào ngày 14 tháng 7 năm 2014, Marit Larsen trình làng đĩa đơn đầu tiên trích từ album này, mang tên "I Don't Want to Talk About It" trên đài phát thanh NRK P3 và trên các cửa hàng iTunes vào ngày 4 tháng 8.
Ngày 27 tháng 3 năm 2015, album này đã được phát hành tại Áo, Đức và Thụy Sĩ bởi hãng Sony Music Germany.

## Danh sách bài hát
| STT              | Nhan đề                         | Sáng tác                  | Thời lượng |
| ---------------- | ------------------------------- | ------------------------- | ---------- |
| 1.               | "Please Don't Fall For Me"      | Marit Larsen, Tofer Brown | 3:14       |
| 2.               | "Faith & Science"               | Larsen, Seth Jones        | 3:18       |
| 3.               | "I'd Do It All Again"           | Larsen, Brown             | 3:17       |
| 4.               | "I Don't Want to Talk About It" | Larsen, Greg Holden       | 3:21       |
| 5.               | "Shine On (Little Diamond)"     | Larsen, Brown             | 3:27       |
| 6.               | "Before You Fell"               | Larsen, Brown             | 4:17       |
| 7.               | "Lean on Me, Lisa"              | Larsen, Phillip LaRue     | 3:14       |
| 8.               | "Traveling Alone"               | Larsen, Jones             | 2:32       |
| 9.               | "Consider This"                 | Larsen, Jones             | 4:23       |
| 10.              | "When the Morning Comes"        | Larsen, Brown             | 3:32       |
| Tổng thời lượng: | Tổng thời lượng:                | Tổng thời lượng:          | 34:35      |

| Bonus track bản deluxe (phát hành bởi Sony Music Germany) | Bonus track bản deluxe (phát hành bởi Sony Music Germany)          | Bonus track bản deluxe (phát hành bởi Sony Music Germany) | Bonus track bản deluxe (phát hành bởi Sony Music Germany) |
| STT                                                       | Nhan đề                                                            | Sáng tác                                                  | Thời lượng                                                |
| --------------------------------------------------------- | ------------------------------------------------------------------ | --------------------------------------------------------- | --------------------------------------------------------- |
| 11.                                                       | "I Don't Want to Talk About It" (Live & Acoustic @ Filtr Sessions) | Larsen, Greg Holden                                       | 3:09                                                      |
| 12.                                                       | "Shine On (Little Diamond)" (Live & Acoustic @ Filtr Sessions)     | Larsen, Brown                                             | 3:05                                                      |
| 13.                                                       | "When the Morning Comes" (Live & Acoustic @ Filtr Sessions)        | Larsen, Brown                                             | 2:57                                                      |
| 14.                                                       | "If a Song Could Get Me You" (Live & Acoustic @ Filtr Sessions)    | Larsen, Kåre Vestrheim                                    | 3:18                                                      |
| 15.                                                       | "I Love You Always Forever" (Live & Acoustic @ Filtr Sessions)     | Donna Lewis                                               | 3:28                                                      |
| 16.                                                       | "I Don't Want to Talk About It" (Achtabahn Radio Mix)              | Larsen, Greg Holden                                       | 3:01                                                      |

## Xếp hạng
| Bảng xếp hạng (2014–2015)           | Thứ hạng cao nhất |
| ----------------------------------- | ----------------- |
| Album Đức (Offizielle Top 100)      | 71                |
| Album Na Uy (VG-lista)              | 1                 |
| Album Thụy Sĩ (Schweizer Hitparade) | 53                |